# Sanxiantai

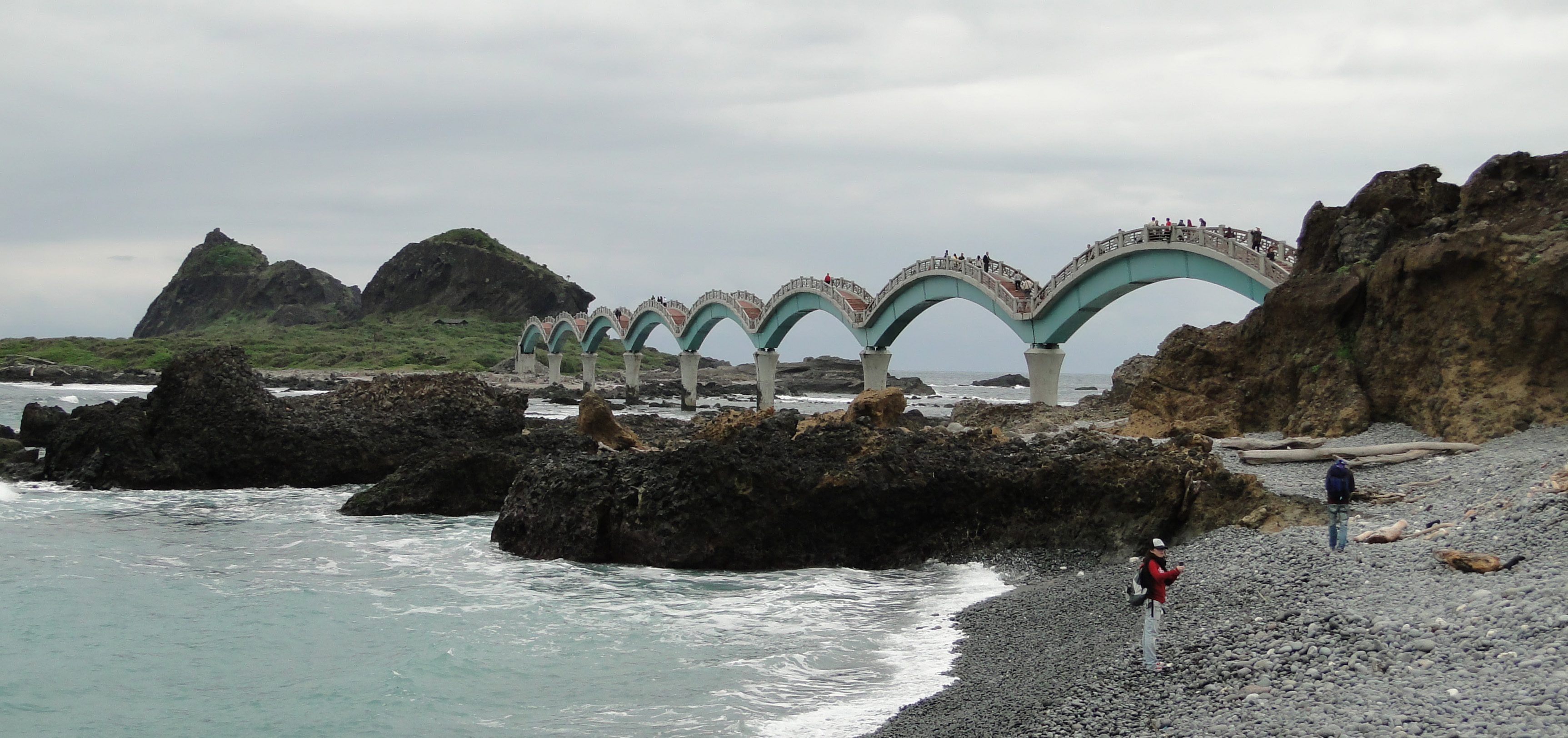
La passerelle à Sanxiantai

Sanxiantai (Chinois: 三仙台; pinyin: Sānxiantái ; Amis: nuwalian) est un lieu contenant une plage et un groupe d'îles situées sur la côte de la commune de Chenggong dans le comté de Taitung à Taiwan. 
La plage s'étend sur une dizaine de kilomètres, située à partir de la borne du kilomètre 112. Le lieu est célèbre pour sa longue passerelle qui relie la côte à l'île la plus grande,.

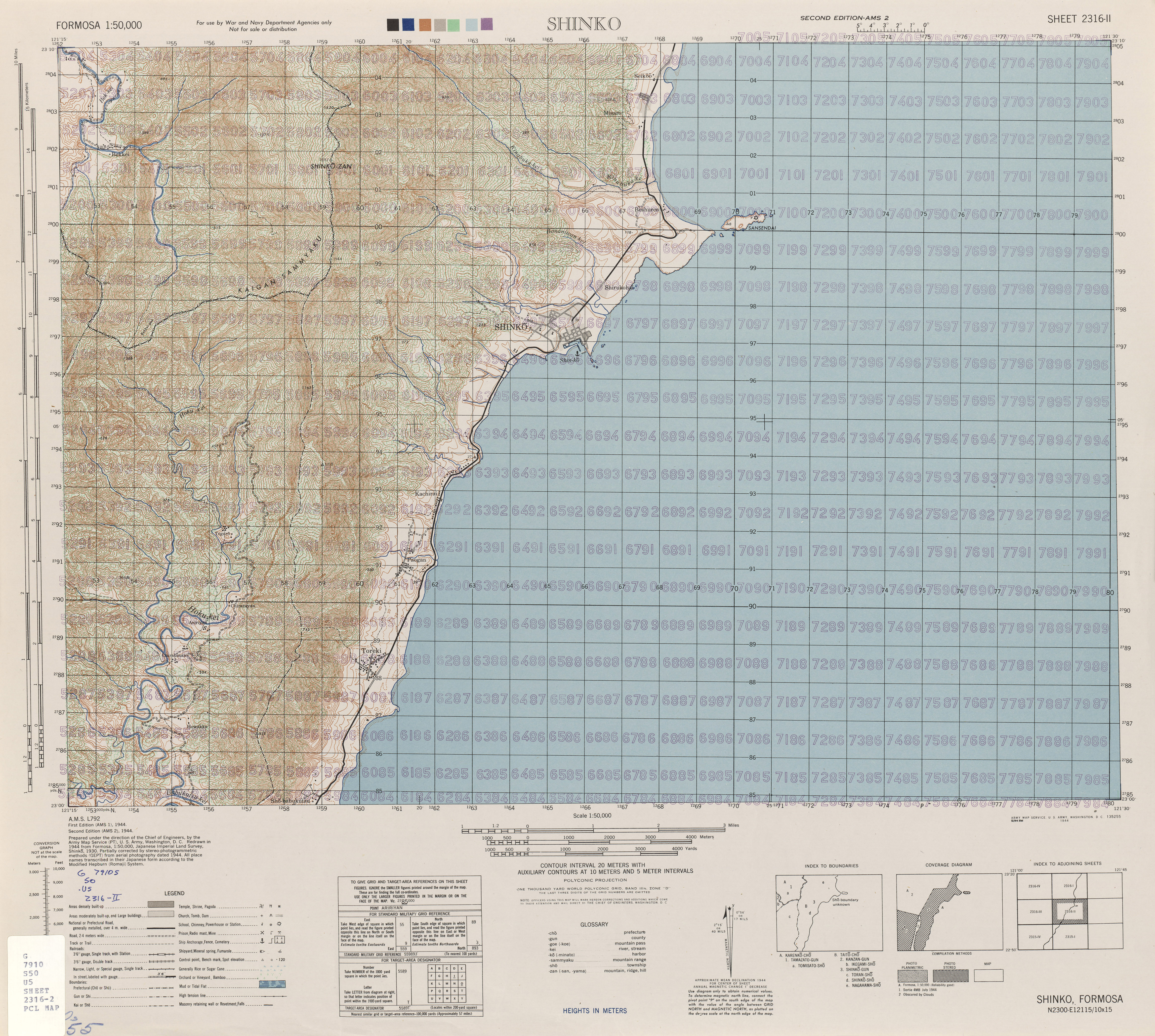
Carte situant Sanxiantai (noté Sansendai)